# Fanzine
Fanzine (een combinatie van de Engelse woorden fan en magazine) is een term die is overgewaaid uit de amateurpers uit de Verenigde Staten, en betekent een tijdschrift uitgegeven door liefhebbers.
Het fenomeen ontstond tijdens het interbellum, maar kan als ouder worden beschouwd, afhankelijk van wat men beschouwt als amateuruitgave. In Europa benadert men een artistiek tijdschrift waaraan niets wordt verdiend in de eerste plaats als een artistiek tijdschrift, zodat de term 'amateurtijdschrift' hier zou worden voorbehouden aan inferieur werk. Aangezien 'fanzine' ook in de Verenigde Staten de connotatie 'inferieur, amateuristisch' kan hebben, begonnen sommige fanzine-redacteurs en -uitgevers hun bladen te profileren als semi-prozines (samentrekking van 'semi-professional magazine'). Die uitgevers en redacteurs kunnen zich om een of meer van de volgende redenen als gedeeltelijk professioneel beschouwen: technisch beter afgewerkte uitgaven, kwaliteit van het werk, regelmatigheid van het verschijnen, kleine vergoeding voor de medewerkers, hogere oplage, te betalen abonnementen. De meeste huidige bladen voor sciencefiction, fantasy en horror in de Nederlanden kunnen semi-prozines worden genoemd. Voorbeeld: 
- De Tijdlijn
- Holland-SF
- SF Terra

Ook voor de elektronische muziek zijn er diverse semi-prozines. voorbeelden: Alfa Centauri Magazine (sinds 1991) en Groove (sinds 2004). Nederland heeft ook de eer dat daar het langst bestaande semi-prozine inzake elektronische muziek ter wereld heeft gehad. Het pro-zine KLEM, Klub Liefhebbers Electronische Muziek, heeft ruim 25 jaar bestaan en ondanks dat het alleen in het Nederlands verscheen had het wereldwijd lezers. Over indierock was er in de jaren negentig het fanzine Rebound. Met de komst van internet is publiceren via websites vaak aantrekkelijker geworden dan tijdschriften laten drukken of kopiëren en neemt het ontstaan van papieren fanzines drastisch af na ongeveer 2000. Men spreekt bij 'online-fanzines' van webzine.